# Salmourão
Salmourão es un municipio brasileño del estado de São Paulo.

## Historia
El origen del nombre está dado por la formación del suelo del municipio, constituido a partir de la descomposición de rocas graníticas y gneis ligeros, conocido como "massapé" o "salmourão".
El asentamiento de la región se inició a partir de 1940, con la tala del bosque, organizada por la familia de Max Wirth, entre los primeros pobladores, Joaquim Costa, Joaquim Pereira, Adriano Dezuani, Manoel José do Nascimento, Fidelis Franco Maioli y Antônio Xavier da Silva. La sede original del Distrito de Salmourão estaba ubicada en el pueblo de Massapé, con terreno desmembrado del municipio de Osvaldo Cruz. En 1959, Salmourão ganó su autonomía.
El Distrito fue creado con el nombre de Salmourão, por ley estatal n.º 233, el 24 de diciembre de 1948. En una división territorial del 1 de julio de 1950, el distrito de Salmourão quedó en el municipio de Osvaldo Cruz. Fue elevado a la categoría de municipio con el nombre de Salmourão, por ley estatal n.º 5285, de 18 de febrero de 1959, desmembrado del municipio de Osvaldo Cruz. Sede en el barrio antiguo de Salmourão. En una división territorial de fecha 1 de julio de 1960, el municipio está integrado por el distrito sede, y lo sigue siendo hasta la actualidad.

## Demografía
| Población histórica del municipio | Población histórica del municipio | Población histórica del municipio | Población histórica del municipio |
| Año                               | Población                         |                                   | %±                                |
| --------------------------------- | --------------------------------- | --------------------------------- | --------------------------------- |
| 1960                              | 5718                              |                                   | —                                 |
| 1970                              | 4954                              |                                   | −13,4%                            |
| 1980                              | 4778                              |                                   | −3,6%                             |
| 1991                              | 4462                              |                                   | −6,6%                             |
| 2000                              | 4401                              |                                   | −1,4%                             |
| 2010                              | 4818                              |                                   | 9,5%                              |
| 2022                              | 4808                              |                                   | −0,2%                             |
| [ 1 ] [ 2 ] [ 3 ]                 |                                   |                                   |                                   |

## Fútbol
El Salmourão Esporte Clube, creado en 1953, es el principal referente del fútbol local.

## Comunicaciones
La ciudad fue atendida por la Compañía de Telecomunicaciones del Estado de São Paulo (COTESP) hasta 1975, cuando pasó a ser atendida por Telecomunicaciones de São Paulo (TELESP), que construyó en 1977 la central telefónica utilizada hasta la actualidad. En 1998, esta empresa fue privatizada y vendida a Telefônica, y en 2012 la empresa adoptó la marca Vivo para sus operaciones de telefonía fija.

## Religión
El Cristianismo está presente en la ciudad de la siguiente manera:

### Iglesia Católica
La iglesia católica del municipio forma parte de la Diócesis de Marília.

### Iglesia Protestante
En la ciudad están presentes las más diversas creencias evangélicas, principalmente pentecostales, incluidas las Asambleas de Dios de Brasil (la iglesia evangélica más grande del país), Congregación Cristiana, entre otras. Estas denominaciones están creciendo cada vez más en todo Brasil.